# U-92
Unterseeboot 92 foi um submarino alemão do Tipo VIIC, pertencente a Kriegsmarine que atuou durante a Segunda Guerra Mundial.

## Comandantes
| Comandante               | Data                                        |
| ------------------------ | ------------------------------------------- |
| Kptlt. Adolf Oelrich     | 3 de março de 1942 - agosto de 1943         |
| Kptlt. Horst-Thilo Queck | agosto de 1943 - 27 de junho de 1944        |
| Oblt. Wilhelm Brauel     | 28 de junho de 1944 - 12 de outubro de 1944 |

## Subordinação
Durante o seu tempo de serviço, esteve subordinado às seguintes flotilhas:
| Período                                       | Flotilha                                  |
| --------------------------------------------- | ----------------------------------------- |
| 3 de março de 1942 - 31 de agosto de 1942     | 5. Unterseebootsflottille (treinamento)   |
| 1 de setembro de 1942 - 12 de outubro de 1944 | 9. Unterseebootsflottille (serviço ativo) |

## Operações conjuntas de ataque
O U-92 participou das seguinte operações de ataque combinado durante a sua carreira:
- Rudeltaktik Vorwärts (25 de agosto de 1942 - 17 de setembro de 1942)
- Rudeltaktik Natter (2 de novembro de 1942 - 8 de novembro de 1942)
- Rudeltaktik Westwall (8 de novembro de 1942 - 16 de dezembro de 1942)
- Rudeltaktik Ritter (11 de fevereiro de 1943 - 18 de fevereiro de 1943)
- Rudeltaktik Knappen (19 de fevereiro de 1943 - 25 de fevereiro de 1943)
- Rudeltaktik Specht (19 de abril de 1943 - 2 de maio de 1943)
- Rudeltaktik Inn (11 de maio de 1943 - 15 de maio de 1943)
- Rudeltaktik Naab (12 de maio de 1943 - 15 de maio de 1943)
- Rudeltaktik Donau 1 (15 de maio de 1943 - 17 de maio de 1943)
- Rudeltaktik Donau 2 (17 de maio de 1943 - 26 de maio de 1943)
- Rudeltaktik Trutz (1 de junho de 1943 - 6 de junho de 1943)
- Rudeltaktik Coronel (4 de dezembro de 1943 - 8 de dezembro de 1943)
- Rudeltaktik Coronel 1 (8 de dezembro de 1943 - 14 de dezembro de 1943)
- Rudeltaktik Coronel 2 (14 de dezembro de 1943 - 17 de dezembro de 1943)
- Rudeltaktik Föhr (18 de dezembro de 1943 - 23 de dezembro de 1943)
- Rudeltaktik Rügen 5 (23 de dezembro de 1943 - 2 de janeiro de 1944)
- Rudeltaktik Rügen 4 (2 de janeiro de 1944 - 5 de janeiro de 1944)
- Rudeltaktik Rügen 5 (5 de janeiro de 1944 - 7 de janeiro de 1944)
- Rudeltaktik Rügen (7 de janeiro de 1944 - 8 de janeiro de 1944)
- Rudeltaktik Preussen (16 de março de 1944 - 22 de março de 1944)